# Tonkov
Tonkov je priimek več oseb:
- Georgi Tonkov, bolgarski judoist
- Pavel Sergejevič Tonkov, ruski kolesar
- Vladimir Nikolajevič Tonkov, sovjetski general